# كمسر (مقاطعة فومن)
كمسر (بالفارسية: کمسر) هي قرية تقع في غيلان في إيران. يقدر عدد سكانها بـ 222 نسمة بحسب إحصاء 2016.